# CREATIVE COMPANY 冨田和音株式会社
『CREATIVE COMPANY 冨田和音株式会社』（クリエイティブカンパニー とみたかずねかぶしきがいしゃ）は1989年10月2日 - 1994年3月31日に中部日本放送（CBCラジオ）で放送した夜の若者向けラジオ番組。通称は『冨カン』（とみカン）。

## 概要
番組名が示す通り、パーソナリティは、冨田和音（CBCアナウンサー(当時)）が務めた。
放送時間は、月曜 - 木曜 21:00 - 24:40。
「ラジオで、会社ごっこをしよう」が、番組のコンセプトで、「代表取締役社長」である冨田を筆頭に、出演者を「役員」。アシスタントを「秘書」。ディレクターを「花の係長」。リスナーを「株主」と呼ぶなど、会社の組織と運営形式を踏襲した。
番組は前半、後半の2部形式で、前半が冨田「社長」とアシスタントの「秘書」、ゲストを招いてのトーク。各コーナーの進行。後半は各「役員」を迎えての曜日別コーナーを放送した。
株主からの投稿ハガキ、「namos」（ナモス）と呼ばれる、キャプテンシステム。電話、FAXを使用しての業務連絡、トミタ総研 企画会議での投稿の紹介。富士フイルム販売店の協力で配布されていた、冨カン出版事業部用の封筒が紹介されると「株」が貰え、ある程度の株を獲得すると、各オリジナルグッズが送られるシステムになっていた。「株」ポイントは「仕手戦 株100億円への道」で出題されるクイズで正解しても貰う事ができた。

## 主な出演者
- 代表取締役社長 ／ 冨田和音[5] - パーソナリティ
- 副社長 ／ 伊集院光[5] - 木曜パーソナリティ[6]
- 取締役秘書室長 ／ 鉄崎幹人 - 火曜パーソナリティ
- 常務取締役 ／ 山村洋子[5] - 月曜後半のコメンテーター
- 常務取締役 ／ 大城孝幸 - 月曜後半のコメンテーター
- 常務取締役 ／ 高野史枝 - 月曜後半のコメンテーター
- 常務取締役 ／ 松本典子[7] - 木曜パーソナリティ
- 常務取締役 ／ 戸井康成 - 木曜パーソナリティ
- 関東開発本部長 ／ 辛島美登里 - 番組内コーナーを担当
- 部長 ／ 障子久美 - 番組内コーナーを担当
- 東京支局長 ／ 近藤名奈 - 番組内コーナーを担当
- モスクワ支局長 ／ 川村かおり
- 社員 ／ 相馬裕子 - 番組内コーナーを担当
- 冨カン プロデュース アイドル／石橋奈々

- 秘書 - アシスタント。各曜日、1 - 2名を配置。大学生、短大生を中心に、オーディションで選出
  - 井沢英子（タレント） - 1990年4月 - 。水曜を担当
  - 久松史奈 - 「DJ研修講座」1990年10月研修生から、レギュラーに昇格。1991年4月 - 。火曜を担当
  - ローマは一日にして奈良漬 - 筆頭株主（常連投稿者）から昇格。1991年10月 - 。木曜を担当[8]
  - 田中麻理（学生、タレント） - 1993年4月 - 1994年3月。水曜を担当
  - 秋山おさむ - 1993年4月 - 1994年3月。木曜の秘書補佐を担当
  - 峩洋絵水 （学生、舞台女優）- 1993年4月 - 1994年3月。木曜を担当[9]
- 他
- パーソナリティ ／ トミー（伊藤とみ、寿司屋のおばちゃん） - 火曜後半のレギュラー

- 人事部付 ／ 角谷忠彦（プロデューサー 兼 月曜ディレクター）
- 花の係長（ディレクター）
  - 火曜 ／ 酒井喜久治 → 田中裕一郎 → 吉田一
  - 水曜 ／ 吉田一
  - 木曜／岩井富士夫 → 熊谷章洋[10]

- ミキサー ／ 大学生のアルバイトが多い
  - 「キッシー」「壺井くん」など
  - 松影素子 - 秘書のオーディションに応募し、応募理由で「ミキサーをやりたくて」と答え、正式採用された

## 主な放送内容

### 21時台
- 業務連絡

今日取り上げるテーマを電話で募集。月曜は『トミタ総研 企画会議』の意見募集にも使われた。
- 会社訪問

来社したゲストの紹介と、株主への挨拶代わりに曲を掛けるコーナー。
- 入社試験 クイズ青田買い
- 仕手戦 株100億円への道
- 秘書室のいけない話
  - 後期に「ああ不思議フシギ」という1コーナーがあった。
    - 身の回りに起った、不思議な出来事を紹介するコーナーだったが「冨田社長の紹介する声の方が怖い」という声の方が多かった。
    - 続編の「ああ不思議フシギ2」や「ああ不思議フシギ3」もあった。
- おいらは株主 いつかはオーナー
  - 一時期「おいらは株主 いつかはスター」のタイトルで、番組プロデュースのアイドルを公募していた
  - 「拝啓 達郎様」「追伸 達郎様」（月曜日）
番組開始当初、山下達郎がゲストとして来た際、本人が「社歌でも作りましょうか」とコメントした事から、冨田が食らいついて新設したコーナー内コーナーだったが社歌は制作されなかった。

### 22時台
- 冨カン出版事業部（富士フイルム提供）

写真ネタを募集する「写るんです」。イラスト等を募集する「それ見たこと課」。一押しの新人を紹介していた「ニューフェイス のるかそる課」などがこのコーナーで行われていた。大半は「写るんです」が主体。
- 役員室 午後3時（ポッカコーポレーション（当時。現・ポッカサッポロフード&ビバレッジ）提供）

ナイターオフ時は22:20頃。ゲストコーナー。
- あゝサラリーマン 風呂場でダバダ

電話越しで、リスナーが思いや愚痴を話すコーナー。リスナーの電話出演の際は、必ず風呂場風のエコーが掛かっていた。

### 23時台
- なんでもOAルーム（カヤバ工業（当時。現・KYB）提供）

「キャプテンシステム」からの投稿を紹介するコーナー。
- キャンパス グラフィティ　ピーターパン青春記

リスナーからの悩み相談に、冨田社長が答えるコーナー。

### 後半（23時40分 - ）

#### 月曜

##### トミタ総研 企画会議
- はがき、電話、FAXを通じて、リスナーからテーマに沿った意見を募集。討論に移行。河村たかし（現・名古屋市長）が、衆議院議員に初当選する前から「総理を狙う男」として、ゲスト出演した。

#### 火曜

##### R・I・P サービス本部
- 1989年10月 - 1990年9月。Rhythm in psychoのメンバーであり、常務取締役 田口哲夫のコーナー。鉄崎幹人が「謎の諜報部員 Mr.M.T.」と名乗って、外中継コーナーを担当していた。
  - 主なコーナー

マニアの部屋
酒のサカナ

##### 鉄崎室長のアフターファイ部
- 1990年10月 - 1994年3月。鉄崎幹人 取締役秘書室長のコーナーで、様々な小コーナーがあった。
  - 無論ラップ(むろんらっぷ)
  - どうも解せない[13][14]
  - ジャンピングジャックばあさん
  - 松影素子のいい音みつけた[15]
  - バーチャンリアリティー・トミー be GOOD![16]
  - ああ世紀末[17]
  - ちょっと困ったクリニック[18]
  - 鉄崎幹人出来ごころ[19]
  - 地元ネタとして「きんさんぎんさん」「セーラー服おじさん（安穂野香）」などを、全国に先駆けて紹介等

#### 水曜

##### DJ研修講座
- 期待の若手ミュージシャンが、月替わりのパーソナリティとして出演した。

#### 木曜

##### 伊集院光本部
- 1989年10月 - 1990年9月。
  - 光（ひかる）通信[20]
  - 真夜中のベルカント唱法・勝ち抜きオペラ[21]
  - 変なものリクエスト[22]
  - THE 肥満児er（ヒマンジャー）[23]
  - わらしべ長者
  - ザ・バカ
  - 冨カンの番組開始から「名古屋にゴジラが襲来した」というシチュエーションで、放送された事があった。途中、緊急ニュース(フィクション)が入ったりした。ゲストの忍者も巻き込む、凝った物となった。
  - 冨カンの終了記念イベント（株主総会）では東京のテレビ収録で時間がない中、合間を縫って、3分間だけ登場。義理堅さをみせた。

##### ちょっとオシャレな松本典子本部
- 1990年10月 - 1992年3月。

血染め付きのナプキン プレゼントなどの衝撃的な企画が行われた。

##### オレが行き急ぐ男だ! 戸井康成本部[25]
- 1992年4月 - 1994年3月。戸井は伊集院光本部時代から登場していたが、その大半がリポーター扱いだった。松本典子本部では、アシスタントとして登場していた。
  - バカな俺にお前の力を貸してくれ[26]
  - Go! Go! ゴージャス[27]
  - セクシーボインちゃんコンテスト[28]
  - 当時の秘書の峩洋絵水が保母さんの学校に通っていたことから、お遊戯コーナーも登場した。
  - 1992年6月11日、戸井康成が台本に書いてある「俺が生き急ぐ虫ケラだ! 戸井康成本部」をそのまま読んでしまったため、その後のあだ名が「虫ケラ」と呼ばれることとなった[29]。
  - 他に「鮎と鮪」「シェーリーグ」「週刊 ガセネタマガジン」「お笑いタンカ道場」等のコーナーがあった。

#### エンディング
- 株主動向（月曜 - 水曜）

株主順位の発表。時間が押す事が多く、ごく稀にしか行わなかった。
- 株式市況（木曜）

過去1週間の放送の中で、出演者が立てた手柄や犯したミスをリスナーがチェック。この時間を使って、番組内で公表する。「○円高」「△円安」などと勝手に評価する。

## 内包していた主な番組
- ビーバーヤング 光のスターライトキッス（1989年10月 - 1990年3月。打ち切りの半年後、同番組が東海ラジオでナイターオフ期のみネット。[要出典]ニッポン放送 制作）
- POP SMAP（1989年10月 - 1990年9月、TBSラジオ制作。終了後、『スクランブルSMAP』に番組タイトルが変更。内包枠から独立）
- 大槻ケンヂのセニョール!セニョリータ! （1989年10月 - 1990年6月、ニッポン放送 制作）
  - 当番組のみ資生堂提供。以降、下記の各番組はダイハツ提供。
- TOSHIのXハラスメント（1990年7月 - 1991年2月、ニッポン放送 制作）
- ウッチャンナンチャンのラジオな奴ら（1991年3月 - 1992年6月、ニッポン放送 制作）
- デーモン・オーケンのラジオ巌流島（1992年7月 - 1994年3月、ニッポン放送 制作）[30]
- 辛島美登里 貴方とジェントリーナイト
  - 1990年10月8日 - 1991年4月4日、月曜 - 木曜 21:20 - 21:30。1990年4月2日 - 10月1日は、月曜 - 木曜 23:00 - 23:10[31]
- 障子久美 プライベートミュージック 窓から武道館が見える
  - 1990年10月8日 - 1992年3月30日、月曜 - 木曜 23:00 - 23:10。1989年10月2日 - 1990年3月28日は、月曜 - 木曜 21:20〜21:30[32]
- 相馬裕子 風の祭日
  - 1992年4月6日 - 1994年3月24日、月曜 - 木曜 23:00 - 23:10[33]
- 近藤名奈 本当のことだけ言わない
  - 1993年10月 - 1994年3月、月曜 - 木曜 21:20 - 21:30[34]

## 番組主催の関連イベント
- 肌リクエスト（1989年12月14日 - CBC1スタ）：「伊集院光本部」“変リク”公開録音
- みんなで、WANDERを歌う会（1990年2月25日 - CBC1スタ）：障子久美デビュー記念イベント
- TDK Precious Days Vol.1（1990年5月5日 - 尾張旭市森林公園）
  - ゲスト - 白鳥セブン、R.I.P.、安藤治彦、ジッタリン・ジン、かまいたち
- Precious Days Vol.2　第1回株主総会（1990年9月23日 - CBCホール）
  - ゲスト - 辛島美登里、田中陽子、ナイトホークス
- Precious Days Vol.3『MerryXmasToYou』（1990年12月23日 - CBCホール）
  - ゲスト - Lip's、久野かおり
- TDK Precious Days Vol.4『第5回Day on the Green』（1991年5月5日 - 尾張旭市森林公園）
  - ゲスト - リンドバーグ、リモート、シャムロック
- ポッカ 2DAYS'90（1990年7月28日・29日 - 久屋大通公園もちのき広場）
  - 1日目ゲスト - SHINE'S、円谷優子（6月D研生）、めるへん堂
  - 2日目ゲスト - さねよしいさ子（7月D研生）、広田恵（4月D研生）
- ポッカ 2DAYS'91（1991年7月27日・28日 - 久屋大通公園もちのき広場）
  - 1日目ゲスト - 宇都美慶子（1月D研生）、めるへん堂
  - 2日目ゲスト - 大植三奈江（3月D研生）、久松史奈
- 第1回 コント大会　（1990年5月13日 - CBC1スタ）
  - 優勝 - ベガーズ（西原穂純、竹田淳 → 現・ふとっちょ☆カウボーイ）
  - 特別賞 - メンソレータム（水野亜喜、高橋陽子）
- 第2回 コント大会『宴会社員養成講座』（1990年8月12日 - CBC1スタ）
  - 優勝 - メンソレータム
  - 準優勝 - ベガーズ
  - ベスト・キャラクター賞 - 大須ういろ
  - シュール賞 - ネオ・ハナミーズ
  - 努力賞 - アッパラパージン・スーパーストロングスペシャル
- 第3回 コント大会『コント大会in冬』（1991年1月3日 - CBC1スタ）
  - 優勝 - ベガーズ
  - 恵美菊子賞 - 道楽ズ（PN.D.D.、おやぢの道楽）
  - 山崎・井沢賞 - 200円
  - 松本典子賞 - 須賀司
- 第4回 コント大会『コント大会in夏』（1991年8月22日 - CBC1スタ）
  - 優勝 - なべ道楽withはさみ（PN.D.D.、PN.中華なべ、PN.はさみ）
- 第5回 コント大会『山九Presentsコント大会スペシャル・宴会社員養成講座』（1992年3月29日 - CBCホール）
  - 優勝（賞金10万円） - スモールパッケージ
- Radio Days 1991／CBC開局40周年記念公開生放送（1991年9月1日） - 名古屋港会場、ニューヨーク、天津、CBCの4元生中継
  - ゲスト - KATSUMI（名古屋港会場）、伊集院光（CBCスタジオ内）
- ファッショナブルライブin岐阜／リスナー仮装大会（1991年9月29日）
  - 優勝 - PN.にょにょにょ、PN.にょにょにょの友人
  - 社長賞 - PN.うっすらパー
  - 寺尾友美賞 - PN.デンジャラス山本
  - ゲスト - セブン（元・白鳥セブン）、寺尾友美、さくらさくら（7月D研生）

## エピソード

### CBCラジオナイター、まった無し! 大相撲の対応
- 『小堀勝啓のわ!Wide とにかく今夜がパラダイス』同様『CBCラジオナイター』の後に放送していたため、ナイターシーズン時はナイター中継終了後の放送。ナイターの試合が延びたため、15分程の放送になった事があった。
- 当時の『CBCラジオナイター』は午後6時10分スタート（通常時）で、その前の時間帯は『三菱ドライビングポップス』を放送していた。ただし、東京ドームの試合開始が午後6時のため、巨人×中日戦の場合は必ず6時からの中継になり、『三菱ドライビングポップス』はナイター終了後に放送していた[35]。
- 『障子久美プライベートミュージック 窓から武道館が見える』は、1990年のナイターシーズン時は中継のない月曜日のみの放送となった。これは、TBSラジオ、ニッポン放送制作の帯番組の影響で、同年のナイターオフ時に『辛島美登里　貴方とジェントリーナイト』と帯枠を交換した。『岸谷五朗の東京RADIO CLUB』（TBSラジオ）が放送開始したため『POP SMAP』は終了。その後、この様な現象はプロ野球中継の延長が押さない限り、起こらなかった。

### バルセロナ五輪開催時の編成
- バルセロナ五輪開催時の1992年7月25日 - 8月9日は早朝に、全民放ラジオ局が放送する特別番組を放送したため『大学受験ラジオ講座』が深夜枠（月 - 金は23:40 - 24:40）に移動。月 - 木曜 21:00 - 23:40の放送に短縮された[36]。

### その他
- 久松史奈の出演日に久松に同行していた所属レコード会社の担当社員が当番組の大ファンとなり、久松が番組を卒業した後も番組が最終回を迎えるまで、スタジオに足を運び続けた。

## 復活番組

### 1995年
- 1995年12月15日（金）21時 - 12月16日（土）21時まで、CBC創立45周年記念番組『TALK RADIO45』が放送され、その中の第2部（午前24時 - 25時30分）で、冨カンが復活した[37]。

#### 出演者
冨カン倒産から1年8ヶ月後の復活で、倒産直前のメンバーが主に招集された。
- 元 代表取締役社長 ／ 冨田和音
- 元 取締役秘書室長 ／ 鉄崎幹人
- 元 常務取締役 ／ 戸井康成
- 元 木曜秘書 ／ ローマは一日にして奈良漬
- 元 火曜日パーソナリティ ／ トミー
- 元 木曜秘書 ／ 峩洋絵水

#### 内容
- 業務連絡募集は下記の二つ
  - 戸井康成本部「セクシー四文字熟語コンテスト」
  - トミタ総研 企画会議 → テーマは「いじめ問題」
- 上の二つの業務連絡募集のコーナーの他、下記のコーナーがあった。
  - 第2回 肌リクエスト&サマーリクエスト
  - 鉄崎室長のアフターファイ部「ちょっと困ったクリニック」
  - ザ・クールファイブ（クイズ）
- その他，冨田「元」社長が「ああ不思議フシギ 2ー!」とタイトルコールだけして、リスナーから拍手喝采されるという一幕もあった。

### 2013年
- 2013年11月27日（水）22:00 - 23:55に『伝説の深夜ラジオ復活祭』の一環として、一夜限りで復活した。冨田元社長は前回の復活番組の後の1998年に異動でアナウンス職を離れていたが、この復活番組の直前の2013年7月より、アナウンサーとしての活動を再開[38]したばかりで、そのタイミングでの放送となった。

#### 出演者
- 元 代表取締役社長 ／ 冨田和音
- 元 副社長 ／ 伊集院光[39]
- 元 取締役秘書室長 ／ 鉄崎幹人
- 元 常務取締役 ／ 戸井康成[40]
- 元 火曜秘書 ／ 久松史奈
- 元 水曜秘書 ／ 井沢英子
- 元 木曜秘書 ／ ローマは一日にして奈良漬[41]
- 元 社員 ／ 相馬裕子[42]

#### 内容
- 業務連絡は「この20年間で、年を取ったなと感じる瞬間」で、FAX、メールを募集した。
- その他、下記のコーナーがあった。
  - 会社訪問
  - 秘書室のいけない話「にっぽん小僧物語4　名古屋のオカン」
  - あゝサラリーマン 風呂場でダバダ[43]
  - 相馬裕子 風の祭日[44]
  - 役員室 午後3時
  - 鉄崎室長のアフターファイ部「どうも解せない」
  - ピーターパン青春記

## 書籍
- 冨カン PART1 ISBN 978-4-8904-0008-9（1992年10月2日、名古屋流行発信）